# Paul Sawtell
Pour les articles homonymes, voir Sawtell.
Paul Sawtell est un compositeur américain, né le 3 février 1906 à Gilve en Pologne, et mort le 1er août 1971 à Los Angeles aux États-Unis.

## Filmographie

### Années 1930
- 1939 : Woman Doctor
- 1939 : Mexicali Rose
- 1939 : The Kansas Terrors
- 1939 : Jeepers Creepers
- 1939 : The Cowboys from Texas
- 1939 : The Marshal of Mesa City

### Années 1940
- 1940 : Heroes of the Saddle
- 1940 : Little Orvie
- 1940 : Millionaire Playboy
- 1940 : Drums of Fu Manchu (en) de William Witney et John English
- 1940 : Rancho Grande
- 1940 : Bullet Code
- 1940 : Young Buffalo Bill (en) de Joseph Kane
- 1940 : Grandpa Goes to Town
- 1940 : Pop Always Pays
- 1940 : Adventures of Red Ryder
- 1940 : The Carson City Kid de Joseph Kane
- 1940 : Oklahoma Renegades
- 1940 : Triple Justice (en) de David Howard
- 1940 : Under Texas Skies de George Sherman
- 1940 : King of the Royal Mounted
- 1940 : Wagon Train (en) d'Edward Killy
- 1941 : Along the Rio Grande (en) d'Edward Killy
- 1941 : Suicide ou Crime (A Man Betrayed) de John H. Auer
- 1941 : Redhead d'Edward L. Cahn
- 1941 : Cyclone on Horseback
- 1941 : La Fille de la jungle (Jungle Girl)
- 1941 : Kansas Cyclone de George Sherman
- 1941 : Jesse James at Bay de Joseph Kane
- 1941 : Le Faucon gentleman détective (The Gay Falcon) d'Irving Reis
- 1941 : A Date with the Falcon
- 1941 : No Hands on the Clock
- 1942 : La Vallée du soleil (Valley of the Sun) de George Marshall
- 1942 : Riding the Wind (en)
- 1942 : Land of the Open Range
- 1942 : Le Mystérieux Docteur Broadway (Dr Broadway) d'Anthony Mann
- 1942 : Come on Danger
- 1942 : Mexican Spitfire Sees a Ghost
- 1942 : Thundering Hoofs
- 1942 : Scattergood Survives a Murder (en)
- 1942 : Forçats contre espions (Seven Miles from Alcatraz) d'Edward Dmytryk
- 1942 : Pirates of the Prairie (en)
- 1942 : Robin des Bois cow-boy (Red River Robin Hood) de Lesley Selander
- 1942 : Le Canyon perdu (Lost Canyon) de Lesley Selander
- 1943 : Zone mortelle (Riders of the Deadline) de Lesley Selander
- 1943 : Le Triomphe de Tarzan (Tarzan Triumphs) de Wilhelm Thiele
- 1943 : Cinderella Swings It de Christy Cabanne
- 1943 : The Power of the Press
- 1943 : Fighting Frontier
- 1943 : Calling Wild Bill Elliott
- 1943 : The Avenging Rider (en) de Sam Nelson
- 1943 : Deux Nigauds dans la neige (Hit the Ice) de Charles Lamont
- 1943 : Colt Comrades (en) de Lesley Selander
- 1943 : Henry Aldrich Swings It
- 1943 : The Strange Death of Adolf Hitler de James P. Hogan
- 1943 : False Colors (en) de George Archainbaud
- 1943 : Zone mortelle (Riders of the Deadline) de Lesley Selander
- 1943 : Le Docteur de la mort (Calling Dr. Death) de Reginald Le Borg
- 1943 : Le Mystère de Tarzan (Tarzan's Desert Mystery) de Wilhelm Thiele
- 1944 : Gildersleeve's Ghost
- 1944 : Texas Masquerade
- 1944 : Le Suicide du Professeur X (Weird Woman) de Reginald Le Borg
- 1944 : Hidden Valley Outlaws (en) d'Howard Bretherton
- 1944 : Lumberjack (en) de Lesley Selander
- 1944 : La Griffe sanglante de Roy William Neill
- 1944 : L'Atavisme qui tue (Jungle Woman) de Reginald Le Borg
- 1944 : Henry Aldrich's Little Secret
- 1944 : Monsieur Winkle s'en va-t-en guerre (Mr. Winkle Goes to War) d'Alfred E. Green
- 1944 : Les Saboteurs (Secret Command) de A. Edward Sutherland
- 1944 : La Perle des Borgia (The Pearl of Death) de Roy William Neill
- 1944 : Youth Runs Wild
- 1944 : One Mysterious Night de Budd Boetticher
- 1944 : Mystery of the River Boat (en) de Lewis D. Collins et Ray Taylor
- 1944 : Les Yeux d'un mort (Dead Man's Eyes) de Reginald Le Borg
- 1944 : The Old Texas Trail
- 1944 : La Malédiction de la Momie (The Mummy's Curse) de Leslie Goodwins
- 1944 : Nevada
- 1945 : Beyond the Pecos de Lambert Hillyer
- 1945 : She Gets Her Man
- 1945 : Under Western Skies (it)
- 1945 : See My Lawyer
- 1945 : Sherlock Holmes and the House of Fear
- 1945 : The Power of the Whistler
- 1945 : Wanderer of the Wasteland
- 1945 : Les Yeux qui tuent (The Frozen Ghost) d'Harold Young
- 1945 : The Blonde from Brooklyn
- 1945 : The Jungle Captive
- 1945 : Tarzan et les Amazones (Tarzan and the Amazons)
- 1945 : Bad Men of the Border
- 1945 : The Falcon in San Francisco (en)
- 1945 : Secret Agent X-9 (en)
- 1945 : Code of the Lawless
- 1945 : West of the Pecos
- 1945 : Blazing the Western Trail (en)
- 1945 : Crime Doctor's Warning
- 1945 : Voice of the Whistler
- 1945 : Snafu (en) de Jack Moss
- 1945 : Un jeu de mort (A Game of Death) de Robert Wise
- 1945 : Pillow of Death de Wallace Fox
- 1945 : Pris au piège (Cornered) d'Edward Dmytryk
- 1946 : Tarzan et la Femme léopard (Tarzan and the Leopard Woman) de Kurt Neumann
- 1946 : Les Compagnons de Jéhu (The Fighting Guardsman) d'Henry Levin
- 1946 : Perilous Holiday
- 1946 : Dick Tracy contre Cueball (Dick Tracy vs. Cueball) de Gordon Douglas
- 1946 : La Ville des sans-loi
- 1946 : Qui veut la peau du Faucon? (en) (The Falcon's Alibi) de Ray McCarey
- 1946 : Alias Billy the Kid
- 1946 : The Cat Creeps
- 1946 : Les peaux-rouges attaquent (Gun Town) de Wallace Fox
- 1946 : Les Indomptés (Renegades) de George Sherman
- 1946 : Sunset Pass
- 1946 : The Desert Horseman (it)
- 1946 : Step by Step
- 1946 : Crime Doctor's Man Hunt
- 1946 : The Crimson Ghost
- 1946 : Criminal Court
- 1946 : Vacation in Reno
- 1946 : The Falcon's Adventure (en)
- 1946 : San Quentin (en)
- 1946 : Alias Mr. Twilight (en)
- 1947 : Design for Death
- 1947 : Wild Horse Mesa
- 1947 : Blind Spot
- 1947 : Du sang sur la piste (Trail Street) de Ray Enright
- 1947 : The Devil Thumbs a Ride
- 1947 : Code of the West (en)
- 1947 : Tarzan et la Chasseresse (Tarzan and the Huntress)
- 1947 : Né pour tuer (Born to Kill)
- 1947 : Desperate
- 1947 : Dick Tracy contre La Griffe (Dick Tracy's Dilemma)
- 1947 : Seven Keys to Baldpate (en)
- 1947 : The Marauders de George Archainbaud
- 1947 : Keeper of the Bees
- 1947 : Under the Tonto Rim
- 1947 : The Sea Hound
- 1947 : Dick Tracy contre le gang (Dick Tracy Meets Gruesome)
- 1947 : Le pic de la mort (en) (Thunder Mountain) de Lew Landers
- 1947 : The Last Round-up (en) de John English
- 1947 : Devil Ship
- 1947 : La Brigade du suicide (T-Men)
- 1947 : For You I Die
- 1948 : Guns of Hate
- 1948 : Western Heritage
- 1948 : Bandits de grands chemins (Black Bart)
- 1948 : Adventures in Silverado
- 1948 : The Arizona Ranger (en)
- 1948 : Le Barrage de Burlington (River Lady)
- 1948 : Marché de brutes (Raw Deal)
- 1948 : La Flèche noire (The Black Arrow) de Gordon Douglas
- 1948 : Blazing Across the Pecos (it)
- 1948 : Far West 89 (Return of the Bad Men)
- 1948 : Northwest Stampede
- 1948 : Le Destin du fugitif (Four Faces West) d'Alfred E. Green
- 1948 : Mystery in Mexico
- 1948 : La Grande Menace (Walk a Crooked Mile)
- 1948 : Bodyguard
- 1948 : Indian Agent
- 1949 : Gun Smugglers
- 1949 : Brothers in the Saddle
- 1949 : Garçons en cage (Bad Boy) de Kurt Neumann
- 1949 : Rustlers
- 1949 : Le Chat sauvage (The Big Cat)
- 1949 : Roughshod
- 1949 : Face au châtiment (The Doolins of Oklahoma) de Gordon Douglas
- 1949 : Stagecoach Kid
- 1949 : Le Pigeon d'argile (Clay Pigeon)
- 1949 : L'Assassin sans visage (Follow Me Quietly)
- 1949 : Masked Raiders
- 1949 : The Mysterious Desperado
- 1949 : Savage Splendor
- 1949 : Cagliostro (Black Magic)
- 1949 : L'Homme de Kansas City (Fighting Man of the Plains)
- 1949 : The Threat
- 1949 : Sons of New Mexico

### Années 1950
- 1950 : Davy Crockett, Indian Scout (en)
- 1950 : Riders of the Range (en)
- 1950 : Dynamite Pass
- 1950 : Storm Over Wyoming
- 1950 : Les Nouvelles Aventures du capitaine Blood (Fortunes of Captain Blood)
- 1950 : Rider from Tucson
- 1950 : Tarzan et la Belle Esclave (Tarzan and the Slave Girl) de Lee Sholem
- 1950 : La Piste des caribous (The Cariboo Trail)
- 1950 : Border Treasure
- 1950 : Bunco Squad (en)
- 1950 : Outrage
- 1950 : Armored Car Robbery (non crédité)
- 1950 : Rio Grande Patrol
- 1950 : Southside 1-1000
- 1950 : Hunt the Man Down
- 1950 : Stage to Tucson
- 1951 : Rogue River
- 1951 : Law of the Badlands
- 1951 : Les Rebelles du Missouri (The Great Missouri Raid)
- 1951 : La Bagarre de Santa Fe (Santa Fe) de Irving Pichel
- 1951 : Saddle Legion
- 1951 : La Hache de la vengeance (When the Redskins Rode) de Lew Landers
- 1951 : The Texas Rangers
- 1951 : Gunplay
- 1951 : Plus fort que la loi (Best of the Badmen)
- 1951 : Pistol Harvest
- 1951 : Le Sentier de l'enfer (Warpath)
- 1951 : Roadblock
- 1951 : The Whip Hand (en) de William Cameron Menzies
- 1951 : Hot Lead
- 1951 : Fort Defiance
- 1951 : The Son of Dr. Jekyll
- 1951 : Cave of Outlaws
- 1951 : La Ville d'argent (Silver City)
- 1951 : Jungle Headhunters
- 1951 : The Racket
- 1951 : Overland Telegraph
- 1951 : Jezebel (Another Man's Poison)
- 1952 : The Sea Around Us
- 1952 : La Maison dans l'ombre (On Dangerous Ground)
- 1952 : Trail Guide
- 1952 : Les Flèches brûlées (Flaming Feather)
- 1952 : Tarzan's Savage Fury
- 1952 : Road Agent (en)
- 1952 : Target
- 1952 : La Peur du scalp (The Half-Breed)
- 1952 : Les Rivaux du rail (Denver and Rio Grande)
- 1952 : Desert Passage
- 1952 : Place au Cinérama (This Is Cinerama)
- 1952 : The Savage
- 1952 : Maître après le diable (Hurricane Smith)
- 1952 : Le Quatrième homme (Kansas City Confidential)
- 1952 : Sky Full of Moon (en)
- 1953 : Ambush at Tomahawk Gap
- 1953 : Le Pirate des sept mers (Raiders of the Seven Seas) de Sidney Salkow
- 1953 : Below the Sahara
- 1953 : Pony Express
- 1953 : Tarzan et la diablesse (Tarzan and the She-Devil)
- 1953 : Le Sorcier du Rio Grande (Arrowhead)
- 1953 : La Piste fatale (Inferno) de Roy Ward Baker
- 1953 : Half a Hero
- 1953 : Gun Fury
- 1953 : Vol sur Tanger (Flight to Tangier)
- 1953 : The Diamond Queen
- 1953 : Killer Ape
- 1954 : Quest for the Lost City
- 1954 : They Rode West
- 1954 : Massacre Canyon (en)
- 1954 : Return to Treasure Island
- 1954 : Africa Adventure
- 1954 : L'Assassin parmi eux (Down Three Dark Streets) d'Arnold Laven
- 1954 : Le Trésor du Capitaine Kidd (Captain Kidd and the Slave Girl) de Lew Landers
- 1954 : Trois Heures pour tuer (Three Hours to Kill) d'Alfred L. Werker
- 1955 : Dix Hommes à abattre (Ten Wanted Men) de H. Bruce Humberstone
- 1955 : Les Rôdeurs de l'aube (Rage at Dawn)
- 1955 : Tall Man Riding (en)
- 1955 : The Living Swamp
- 1955 : Cheyenne (série TV)
- 1955 : The Marauders (en)
- 1955 : The Adventures of Champion (en) (série TV)
- 1955 : The 20th Century-Fox Hour (série TV)
- 1955 : Tarzan's Hidden Jungle
- 1955 : Ville sans loi (A Lawless Street)
- 1956 : The Animal World
- 1956 : La Flèche brisée (Broken Arrow, série TV)
- 1956 : The Desperados Are in Town
- 1957 : African Patrol (série TV)
- 1957 : Le Miroir au secret (5 Steps to Danger)
- 1957 : Last of the Badmen
- 1957 : Kronos de Kurt Neumann
- 1957 : She Devil
- 1957 : Gun Duel in Durango
- 1957 : Le Vengeur (Shoot-Out at Medicine Bend) de  Richard L. Bare
- 1957 : Quand la bête hurle (Monkey on My Back) d'André de Toth
- 1957 : Pawnee
- 1957 : The Deerslayer (en)
- 1957 : Sugarfoot (série TV)
- 1957 : Maverick (série TV)
- 1957 : Le Scorpion noir (The Black Scorpion)
- 1957 : Ghost Diver
- 1957 : L'Histoire de l'humanité (The Story of Mankind)
- 1957 : Espionnage à Tokyo (en) (Stopover Tokyo), de Richard L. Breen
- 1957 : Hell Ship Mutiny
- 1958 : Hong Kong Confidential
- 1958 : Ambush at Cimarron Pass
- 1958 : Cattle Empire
- 1958 : La Mouche noire (The Fly)
- 1958 : Sierra Baron
- 1958 : Flammes sur l'Asie (The Hunters)
- 1958 : La Fusée de l'épouvante (It! The Terror from Beyond Space)
- 1958 : La Forêt interdite (Wind Across the Everglades)
- 1958 : The Veil (TV)
- 1958 : Lawman (série TV)
- 1958 : 77 Sunset Strip (série TV)
- 1958 : Villa!!
- 1958 : Machete
- 1959 : Virgin Sacrifice
- 1959 : The Cosmic Man
- 1959 : The Sad Horse
- 1959 : Gunmen from Laredo
- 1959 : Le Cirque fantastique (The Big Circus)
- 1959 : The Miracle of the Hills
- 1959 : Le Retour de la mouche (Return of the Fly)
- 1959 : The Alaskans (série TV)
- 1959 : Bourbon Street Beat (série TV)
- 1959 : Aventures dans les îles (« Adventures in Paradise ») (série TV)
- 1959 : Pier 5, Havana
- 1959 : A Dog's Best Friend

### Années 1960
- 1960 : A Dog of Flanders
- 1960 : Three Came to Kill
- 1960 : Noose for a Gunman
- 1960 : The Music Box Kid
- 1960 : Le Monde perdu (The Lost World)
- 1960 : Cage of Evil
- 1960 : Surfside 6 (en) (série TV)
- 1960 : The Walking Target
- 1960 : Tess of the Storm Country
- 1960 : Five Guns to Tombstone
- 1961 : The Long Rope
- 1961 : Frontier Uprising
- 1961 : Operation Bottleneck
- 1961 : Gun Fight
- 1961 : The Big Show
- 1961 : Misty
- 1961 : Le Sous-marin de l'apocalypse (Voyage to the Bottom of the Sea)
- 1961 : Pirates of Tortuga
- 1962 : Le Massacre de la colline noire (Gold, Glory and Custer)
- 1962 : Désirs sauvages (Wild Harvest) de Max Pécas
- 1962 : Jack le tueur de géants (Jack the Giant Killer)
- 1962 : Cinq Semaines en ballon (Five Weeks in a Balloon)
- 1963 : The Sadist
- 1963 : Cattle King
- 1963 : Harbor Lights (en) de Maury Dexter
- 1963 : The Slime People
- 1963 : Thunder Island
- 1964 : Je suis une légende (The Last Man on Earth)
- 1964 : L'Île des dauphins bleus (Island of the Blue Dolphins)
- 1965 : Les Enragés de la moto (Motor Psycho)
- 1966 : Cyclotrode 'X' (TV)
- 1966 : The Bubble
- 1968 : Au pays des géants (« Land of the Giants ») (série TV)

### Années 1970
- 1970 : The Christine Jorgensen Story
- 1970 : Emiliano Zapata
- 1973 : The Gatling Gun